# Nozze di Cana (Marco d'Oggiono)
Le nozze di Cana sono un dipinto di Marco d'Oggiono appartenente alle collezioni della Pinacoteca di Brera, dal 1955 in deposito ed esposto alla pinacoteca del Castello Sforzesco di Milano.

## Storia e descrizione
Il dipinto consiste in un affresco staccato proveniente dalla cappella dell'Assunta della chiesa di Santa Maria della Pace, pervenuto alla pinacoteca di Brera assieme e data in deposito al castello Sforzesco. Marco d'Oggiono, allievo di Leonardo Da Vinci modellò il dipinto probabilmente sui bozzetti dell'Ultima Cena: l'ascendenza del maestro è molto chiara nello stile con cui traspone le emozioni dei commensali al momento della trasformazione dell'acqua in vino, caratteristica del maestro toscano. L'opera è ascrivibile tra le opere tarde di Marco d'Oggiono e, pur non presentando particolari innovazioni rispetto all'opera di Leonardo ed inserendosi quindi nel più tradizionale leonardismo, rappresenta pur sempre un raffinato lavoro specie per le scelte cromatiche accese e contrastanti.